# Кизникей
Кизникей — река в России, протекает в Республике Башкортостан. Устье реки находится в 438 км по правому берегу реки Уй. Длина реки составляет 19 км. 

## Данные водного реестра
По данным государственного водного реестра России относится к Иртышскому бассейновому округу, водохозяйственный участок реки — Тобол от истока до впадения реки Уй, без реки Увелька, речной подбассейн реки — Тобол. Речной бассейн реки — Иртыш.

## Населённые пункты
- Вознесенка

## Притоки
- Семибратская, 1,8 км. от устья